# Ljubiša Stanković
Ljubiša Stanković (* 1. Juni 1960) ist ein montenegrinischer Ingenieurwissenschaftler und Politiker.

## Leben
Stanković studierte von 1978 bis 1982 Elektrotechnik an der Universität Titograd (heute Universität Montenegro) und von 1982 bis 1984 an der Universität Belgrad. 1988 erwarb er den Doktortitel in Elektrotechnik an der Universität von Montenegro. Der Titel seiner These war  Modified least squares residual method (using the FFT algorithms) with  applications to the diffraction problems and waveguides of complex cross section. Seit 1995 ist er als Ordentlicher Professor an der Elektrotechnischen Fakultät der Universität von Montenegro tätig. Von 2003 bis 2008 war er der Rektor dieser Universität. 2012 wurde er IEEE Fellow und zum ordentlichen Mitglied der Academia Europaea gewählt.
Stanković war von 1990 bis 1993 Vorsitzender der Sozialistischen Partei Montenegros. 1990 bis 1992 war er Abgeordneter im Parlament der jugoslawischen Teilrepublik Montenegro, von 1992 bis 1996 im Parlament der Bundesrepublik Jugoslawien.